# Murupeaca
Murupeaca is een kevergeslacht uit de familie van de boktorren (Cerambycidae). De wetenschappelijke naam van het geslacht werd voor het eerst geldig gepubliceerd in 1992 door Martins & Galileo.

## Soorten
Murupeaca omvat de volgende soorten:
- Murupeaca mocoia Martins & Galileo, 1993
- Murupeaca pinimatinga Martins & Galileo, 1992
- Murupeaca tavakiliani Galileo & Martins, 2004